# Platja de San Antonio (Nueva)
La Platja de San Antonio, és una platja aïllada però amb gran afluència de públic, que accedeix a la mateixa caminant des de la veïna Platja de Cuevas del Mar.Presenta fort onatge i corrents.
Pertany al concejo de Llanes, estant situat en la localitat de Nova, malgrat estar molt prop de Picones i Cuevas.
S'emmarca a les platges del Costa Verda Asturiana i és considerada paisatge protegit, des del punt de vista mediambiental (per la seva vegetació i orografia). Per aquest motiu està integrada en el Paisatge Protegit de la Costa Oriental d'Astúries.

## Descripció
Es tracta d'una platja en forma de petxina, situada en un entorn verge (protegida per alts penya-segats i envoltada de prats) de poca perillositat. Com a major inconvenient està el no comptar amb cap mena de servei.